# Route nationale 1
Die Route nationale 1, kurz N 1 oder RN 1, ist eine französische Nationalstraße, die bis 2006 von Paris bis Bray-Dunes an der Grenze zu Belgien verlief. Durch die Konkurrenz der Autoroute A 16 sind von der ursprünglichen Strecke lediglich drei kurze Abschnitte übrig geblieben.

## Geschichte
1824 entstand die N1 als Nachfolger der Route impériale 1 zwischen dem Notre Dame in Paris und Calais. Ihre Länge betrug 272,5 Kilometer. In Calais war sie mit der N40 und N43 verknüpft. Außerdem befindet sich dort die engste Stelle des Ärmelkanales, über den es Fährverbindungen nach Dover gibt, von wo aus eine Straße nach London gibt, die seit 1922 als A2 road bezeichnet wird. 1973 wurde die N1 zwischen Beauvais und Abbeville auf eine Führung über Amiens verlegt (heute als Département-Straße D1001 beschildert). Sie bekam ab Beauvais bis Breuteuil die Trasse der N181, von dort bis Amiens die der N16. Zwischen Amiens und Yzeux wurde ihr die N35A, eine 1976 in Betrieb genommene Umgehungsstraße der N35, zugeschlagen und im weiteren Verlauf bis Abbeville die Trasse der N35. Außerdem übernahm die Route nationale 1 ab Calais bis zur belgischen Grenze die Route nationale 40 (heutige Bezeichnung Département-Straße D 940). Seit 2006 existieren nur noch sehr kurze Abschnitte der Nationalstraße im Bereich Paris und zu den Anschlussstellen der A16.
Eine der ältesten Umgehungsstraßen der N1 umläuft das Zentrum von Pierrefitte-sur-Seine östlich. Sie wurde 1939 angelegt. Die ursprüngliche Straße ist abschnittsweise eine Einbahnstraße (Ri Norden) und trägt keine Straßennummer. Die Umgehung vom Ortszentrum von Saint-Denis folgte 1951. Auf dem Nordteil der alten Trasse verläuft die Tramlinie T5.

## Streckenverlauf

### 1824 bis 1973
Paris – Beauvais – Poix-de-Picardie – Abbeville – Boulogne-sur-Mer – Calais (272,5 km)

### 1973 bis 2006
Paris – Beauvais – Amiens – Abbeville – Boulogne-sur-Mer – Calais – Dunkerque – Belgien (339 km)
Teilstücke, aus denen diese neue Führung zusammengesetzt wurde:
- N 1 Paris – Beauvais
- N 181 Beauvais – Breteuil
- N 16 Breteuil – Amiens
- N 35A Amiens – Yzeux
- N 35 Yzeux – Abbeville
- N 1 Abbeville – Calais
- N 40 Calais – belgische Grenze

### Aktueller Verlauf
- Verbindung der Autoroute A16 mit der N 104 im Département Val-d’Oise (6 km)
- nördliche Umgehung von Amiens (5 km)
- Verbindung der Autoroute A 16 mit dem Hafen von Boulogne-sur-Mer (2 km)

## Streckenführung
| Position | höchste zulässige Gesamtgeschwindigkeit | km | Fahrbahnen | Typ                          | Abschnitt | Längengrad | Breitengrad |
| -------- | --------------------------------------- | -- | ---------- | ---------------------------- | --------- | ---------- | ----------- |
| 1        | 110                                     | 2  |            | Beginn der Autobahn          | N 25-N 1  | 49.9270    | 2.3056      |
| 2        | 110                                     | 2  |            | Vollständige Anschlussstelle | Amiens    | 49.9238    | 2.2900      |
| 3        | 110                                     | 2  |            | Vollständige Anschlussstelle | Argœuves  | 49.9320    | 2.2550      |
| 4        | 110                                     | 2  |            | Kreuzung ohne Anschluss      | A 16      | 49.9357    | 2.2450      |
| 5        | 110                                     | 2  |            | Ende an Kreisverkehr         | A 16      | 49.9360    | 2.2430      |

## Seitenäste

### N 1d
Die N 1D war ein Seitenast der N1, der 1977 als Verbindung zur Anschlussstelle 2 der A1 in Betrieb genommen wurde. Sie wurde 1978 in N401 umgenummert und ist seit 2006 die RNIL401.

### N1001
Die N1001 war von 1994 bis 2006 ein Seitenast der N1. Er verlief von der Anschlussstelle 31 'Amiens Sud' der A29 zur N1. Die Inbetriebnahme erfolgte zeitgleich mit dem Abschnitt der Autoroute 29 zwischen dieser Anschlussstelle und der A16. Heute trägt er die Nummer D1001.